# Shilin (Kunming)

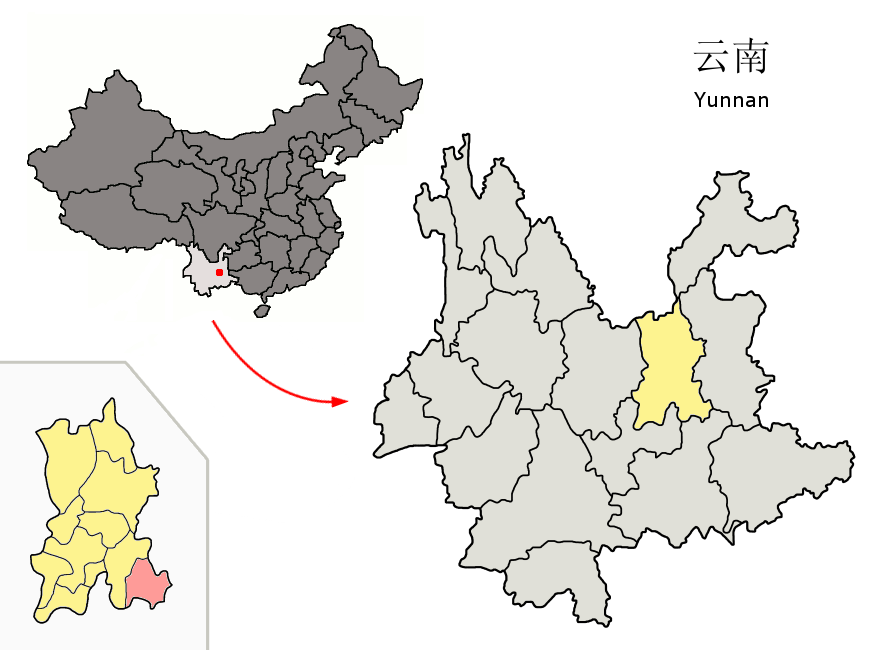
Lage des Kreises Shilin (rosa) in Kunming (gelb)

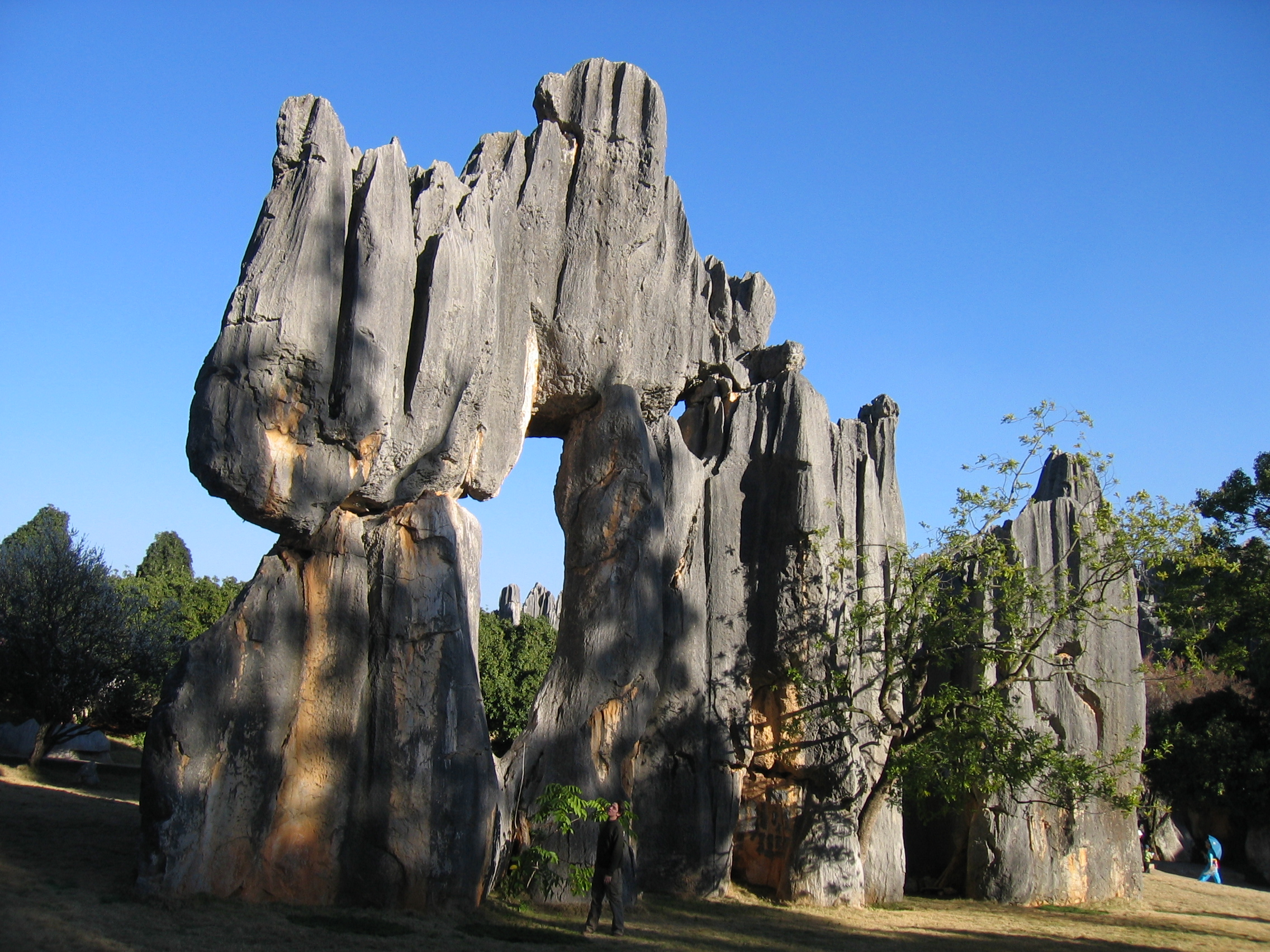
Größenverhältnis von Menschen zum Karstgestein

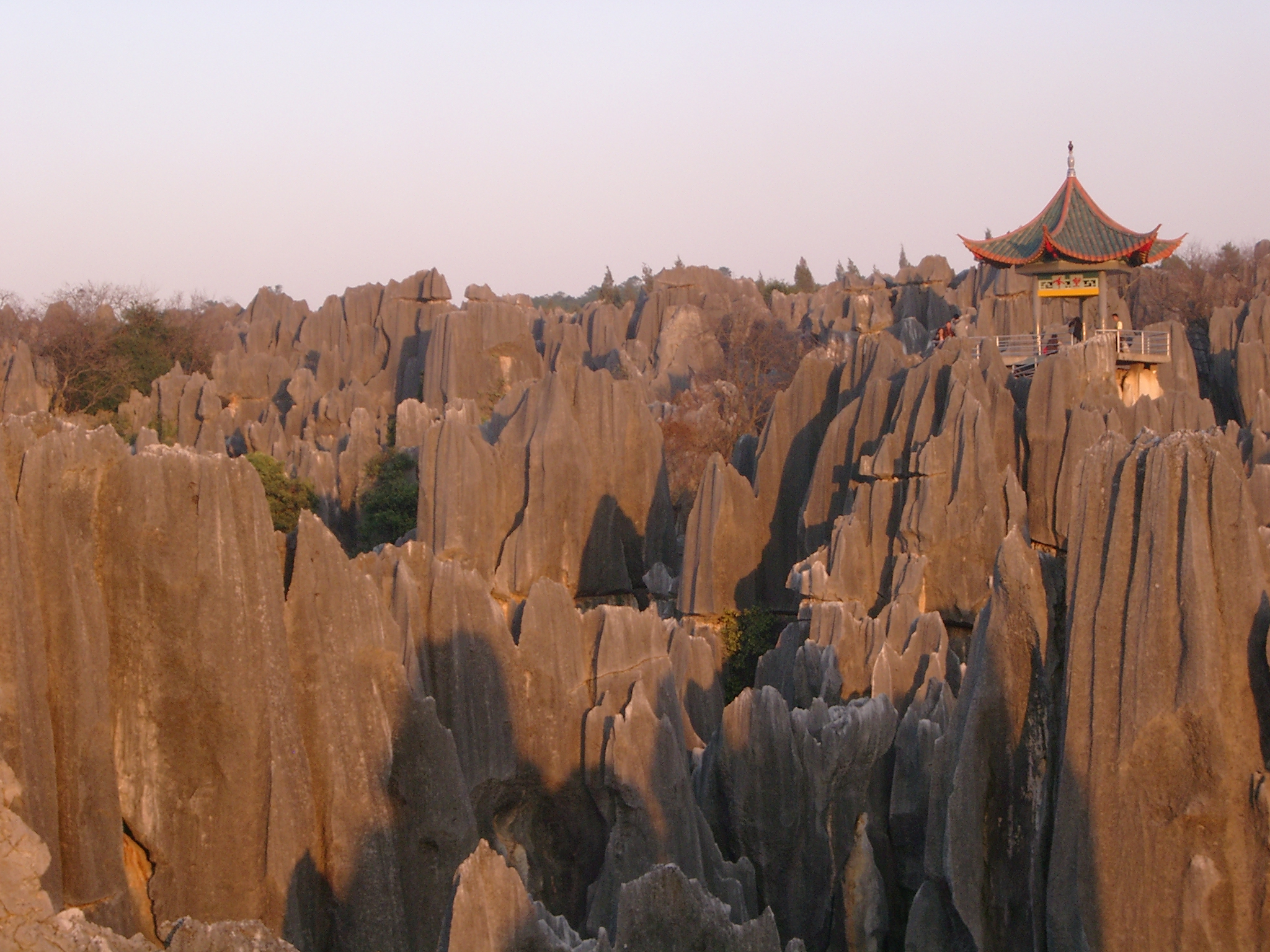
Blick über den Steinwald-Park

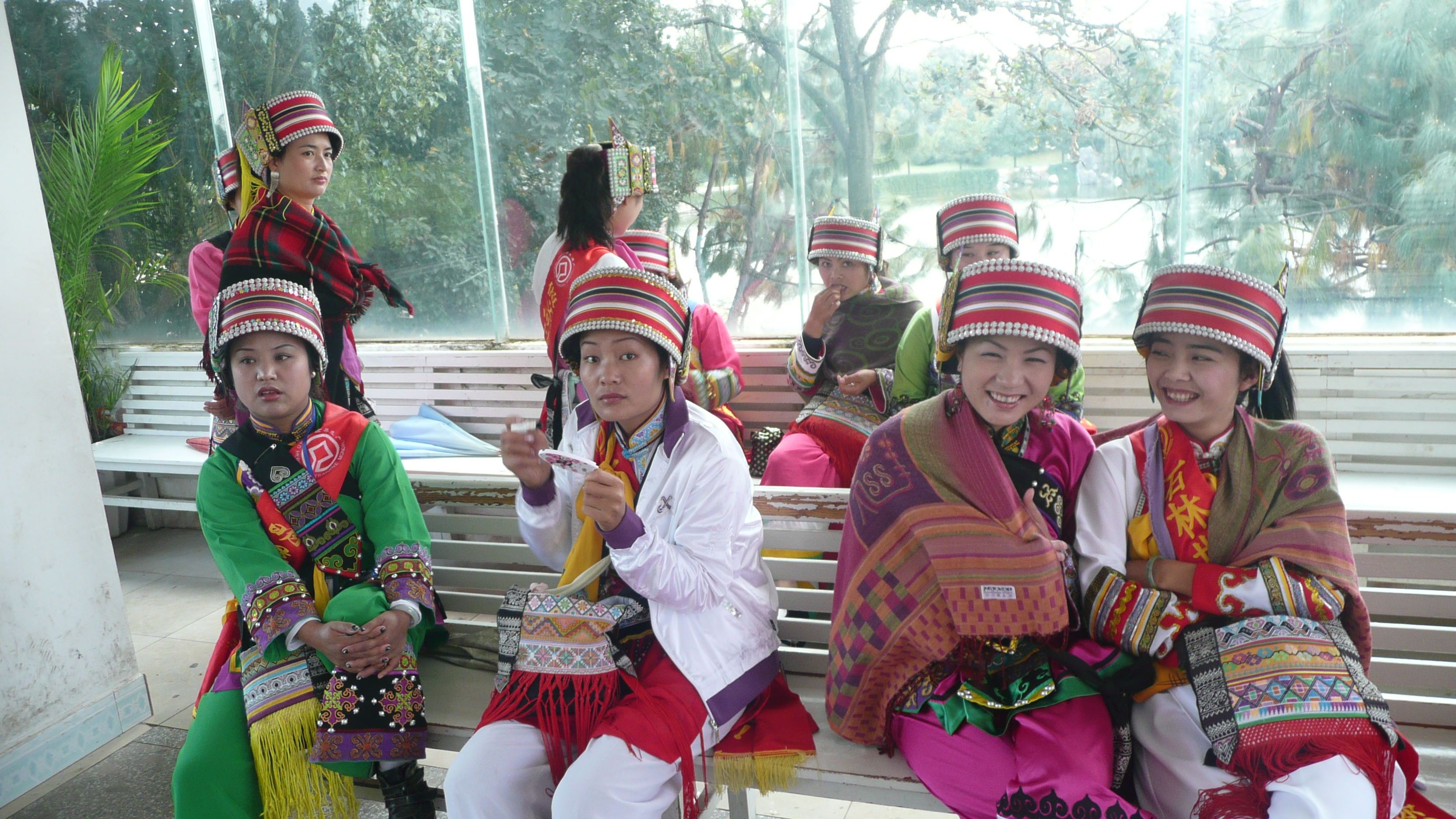
Vertreter der Yi-Nationalität im Steinwald von Shilin

Der Autonome Kreis Shilin der Yi (chinesisch 石林彝族自治县, Pinyin Shílín Yízú zìzhìxiàn) liegt südöstlich des Stadtzentrums von Kunming, der Hauptstadt der chinesischen Provinz Yunnan. Administrativ ist Shilin ein Teil der bezirksfreien Stadt Kunming.
Shilin hat eine Fläche von 1.682 km² und 240.827 Einwohner (Stand: Zensus 2020). 2014 betrug die Einwohnerzahl ca. 256.000. Etwa 35 % der Einwohner sind Angehörige ethnischer Minderheiten Chinas, hauptsächlich der Yi-Nationalität.

## Administrative Gliederung
Auf Gemeindeebene setzt sich Shilin aus einem Straßenviertel, drei Großgemeinden und einer Gemeinde zusammen. Diese sind:
- Straßenviertel Lufu (鹿阜街道), Sitz der Kreisregierung;
- Großgemeinde Changhu (长湖镇);
- Großgemeinde Guishan (圭山镇);
- Großgemeinde Xijiekou (西街口镇);
- Gemeinde Dake (大可乡).

## Photovoltaik
Ende 2008 wurde in Shilin durch die in Kunming ansässige Firma Yunnan Tianda Photovoltaic Co, Ltd. mit dem Bau des größten Photovoltaik-Kraftwerks in Asien begonnen. Auf einer Fläche von 173 ha soll ein Kraftwerk mit einer Leistung von 166 MW entstehen. Nach Abschluss der ersten Phase soll Elektrizität im Umfang von 10 MW bereits Ende 2009 ins Netz eingespeist werden.

## Sehenswürdigkeiten
Shílín (石林), zu deutsch „Steinwald“, ist eine etwa 120 km südöstlich von Kunming gelegene eindrucksvolle Karstlandschaft. Die bis zu 30 Meter hohen Skulpturen wurden im Lauf der Zeit aus dem Stein herausgespült. Ein Teil des Steinwalds wurde für Touristen in mehreren voneinander getrennten Parks mit Wegen hergerichtet, für die eine Eintrittsgebühr verlangt wird.
Der Steinwald gehört zusammen mit anderen südchinesischen Karstlandschaften seit 2007 unter dem Überbegriff „Karstlandschaften in Südchina“ zum Welterbe der UNESCO. Die UNESCO begründet dies mit zwei Kriterien: Erstens hätten die Karstlandschaften Chinas herausragende ästhetische Qualitäten mit zu großen Teilen intakter Vegetation aufzuweisen und zweitens würden die Karstlandschaften die komplexe evolutionäre erdgeschichtliche Entwicklung der Gegend von vor über 270 Millionen Jahren bezeugen.